# 西克斯罗兹
西克斯罗兹（Six Roads），又称西克斯克罗斯罗兹（Six Cross Roads），是加勒比海岛国巴巴多斯南部的一座老村庄，行政上由圣菲利普区（最大村庄）管辖。该地名源于附近的六岔路口中央环岛。